# Floirac (Charente Marítimo)
Floirac es una comuna nueva francesa situada en el departamento de Charente Marítimo, de la región de Nueva Aquitania.

## Historia
Fue creada el 1 de enero de 2018, en aplicación de una resolución del prefecto de Charente Marítimo de 8 de noviembre de 2017 con la unión de las comunas de Floirac y Saint-Romain-sur-Gironde, pasando a estar el ayuntamiento en la antigua comuna de Floirac.

## Demografía
| Gráfica de evolución demográfica de Floirac entre 1800 y 2015 |
|                                                               |

Los datos entre 1800 y 2015 son el resultado de sumar los parciales de las dos comunas que forman la nueva comuna de Floirac, cuyos datos se han cogido de 1800 a 1999, para las comunas de Floirac y Saint-Romain-sur-Gironde de la página francesa EHESS/Cassini. Los demás datos se han cogido de la página del INSEE.

## Composición
| Comuna delegada          | Código INSEE | Población (2015) | Superficie (km²) | Densidad (hab./km²) |
| ------------------------ | ------------ | ---------------- | ---------------- | ------------------- |
| Floirac                  | 17160        | 311              | 12.86            | 24                  |
| Saint-Romain-sur-Gironde | 17392        | 64               | 3.16             | 20                  |